# Basilica di San Benedetto
La basilica di San Benedetto è un importante luogo di culto cattolico di Norcia, in provincia di Perugia, situato nel centro storico della città; rientra all'interno del territorio della parrocchia di Santa Maria nella Concattedrale, appartenente all'arcidiocesi di Spoleto-Norcia.
La basilica sorge su quella che secondo la tradizione era la casa natale dei santi Benedetto e Scolastica, nati nel 480 da una nobile famiglia, come riferisce san Gregorio Magno nei suoi Dialoghi. Nel giugno del 1966 papa Paolo VI la elevò alla dignità di basilica minore. Dal 2 dicembre 2000 è sede della comunità monastica maschile benedettina Maria Sedes Sapientiæ.
La basilica è in gran parte crollata in seguito al violento sisma del 30 ottobre 2016. Soltanto la facciata, l'abside e parte delle navate si sono conservate.
Nel 2023 la ricostruzione è quasi conclusa.

## Storia
La primitiva basilica fu costruita presso la casa natale di San Benedetto. L'impianto attuale risale al XIII secolo, quando fu notevolmente ampliata. Nel XVI secolo un terremoto danneggiò la struttura, che fu restaurata all'interno in forme barocche. Soltanto la cripta rimase allo stato originale. Il terremoto dell'Aquila del 1703 distrusse il campanile, ricostruito poi sui canoni del precedente medievale.
La basilica ha sempre continuato a soffrire sino ad oggi per i danneggiamenti di vari terremoti. Nel 1997 fu danneggiata e lesionata notevolmente nel terremoto di Umbria e Marche del 1997. Allora fu sottoposta a restauro, assieme a tutta Norcia, e fu riaperta in occasione del Giubileo del 2000. Nuove gravi scosse di terremoto di magnitudo 6.0 e 6.5 tra il 24 agosto e il 30 ottobre 2016 hanno comportato il crollo quasi totale della struttura. Il 30 ottobre la scossa maggiore delle 7:41 fece crollare il massiccio campanile sulla chiesa, distruggendone gran parte del corpo centrale. In piedi invece sono rimaste la facciata gotica e l'abside.
Nel 2019 la basilica, insieme alla Pieve Collegiata di San Ginesio e alla chiesa di San Giorgio di Accumoli sono stati considerati come edifici di culto "simbolo", per cui sono previsti interventi di ristrutturazione speciali e unici.
Il 30 ottobre 2023 si è celebrata di nuovo la Santa Messa nell'edificio in ricostruzione.

## Descrizione

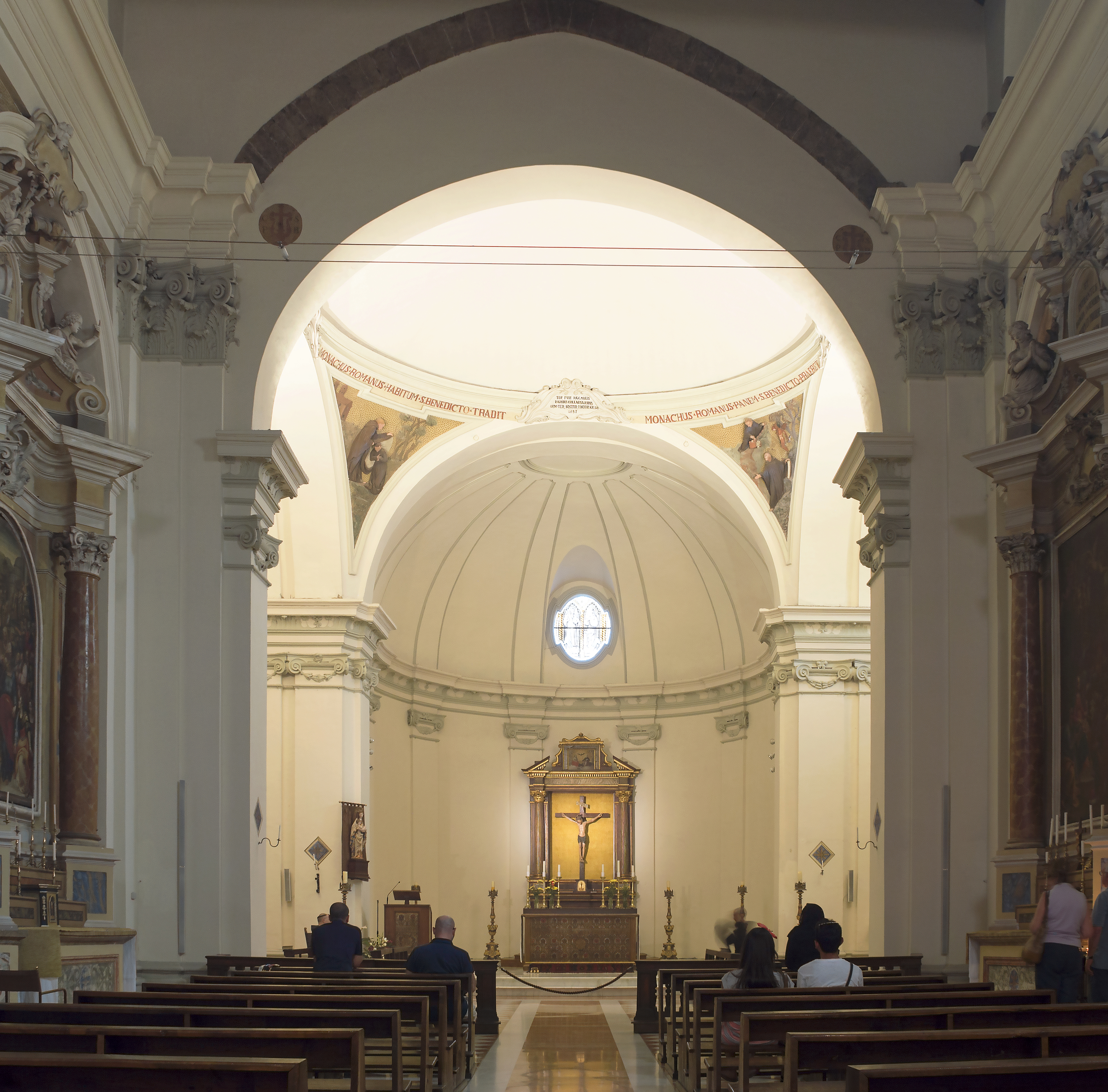
Interno prima del sisma del 30 ottobre 2016.

### Esterno
La facciata, a capanna, presenta un paramento murario in blocchi lapidei e coronamento apicale di forma triangolare. Nella parte inferiore del prospetto si apre un unico portale, strombato e sormontato da una lunetta ogivale con gruppo scultoreo raffigurante la Madonna col Bambino fra due angeli adoranti; ai lati, entro altrettanti tabernacoli, vi sono due statue, San Benedetto (a destra) e Santa Scolastica (a sinistra). Ai lati del rosone, quattro bassorilievi raffiguranti i simboli degli Evangelisti. La facciata era sormontata da due pinnacoli e da una croce marmorei, rimossi in via precauzionale dopo il sisma del 26 ottobre 2016.
I muri laterali furono ricondotti ad un'altezza unica durante il restauro che finì nel 1958; si demolirono allora le volte a vela del portico laterale e si mise in luce il portale a sesto acuto assieme alle strutture di tre finestre superiori appartenenti alla fabbrica trecentesca.
Il portico delle Misure fu addossato alla fiancata destra della chiesa verso il 1570 per volontà del Comune e delle autorità ecclesiastiche, con lo scopo di creare una specie di mercato coperto dei cereali. La fiancata oltre il campanile, in corrispondenza del transetto è rinforzata da una speronatura entro la quale si apre un'edicola con affresco raffigurante la Madonna con Gesù Bambino di pittore tardogotico, che era stato restaurato nel 1975.

### Interno
La basilica era a forma di croce latina, con un'unica navata coperta con capre lignee. L'abside e la calotta all'incrocio del transetto, come le pareti laterali della navata, si presentavano nelle forme della ricostruzione settecentesca. Al di sotto della chiesa, si trovano la cripta (a tre navatelle) e un'area archeologica con i resti di una domus romana di epoca imperiale.
Con i restauri degli anni 1950 era ricomparso in alto l'arco trionfale trecentesco, unico indizio superstite della navata gotica. In occasione dei lavori giubilari del 2000, su impulso dell'arcivescovo di Spoleto-Norcia Riccardo Fontana (ora vescovo di Arezzo-Cortona-Sansepolcro), importanti modifiche erano state apportate all'interno della basilica: la pavimentazione, l'altare maggiore e l'ambone bronzei (di Giuseppe Ducrot), il nuovo accesso alla cripta, la sistemazione dell'area archeologica sottostante, i lavori di adeguamento dell'ex monastero benedettino.
Sulla cantoria in controfacciata si trovava l'organo a canne, costruito da Feliciano Fedeli nel 1740 e modificato da Zeno Fedeli agli inizi del XX secolo, strumento a trasmissione meccanica interamente racchiuso entro cassa espressiva e dotato di sette registri su unico manuale e pedale.
Tra altre opere conservare all'interno, l'altare della testata sinistra del transetto è corredato da una pala d'altare raffigurante San Benedetto e Totila, unica opera chiesastica di Filippo Napoletano, firmata e datata 1621, che mostra un sobrio naturalismo riformato con ricordi fiorentini.

## Galleria d'immagini

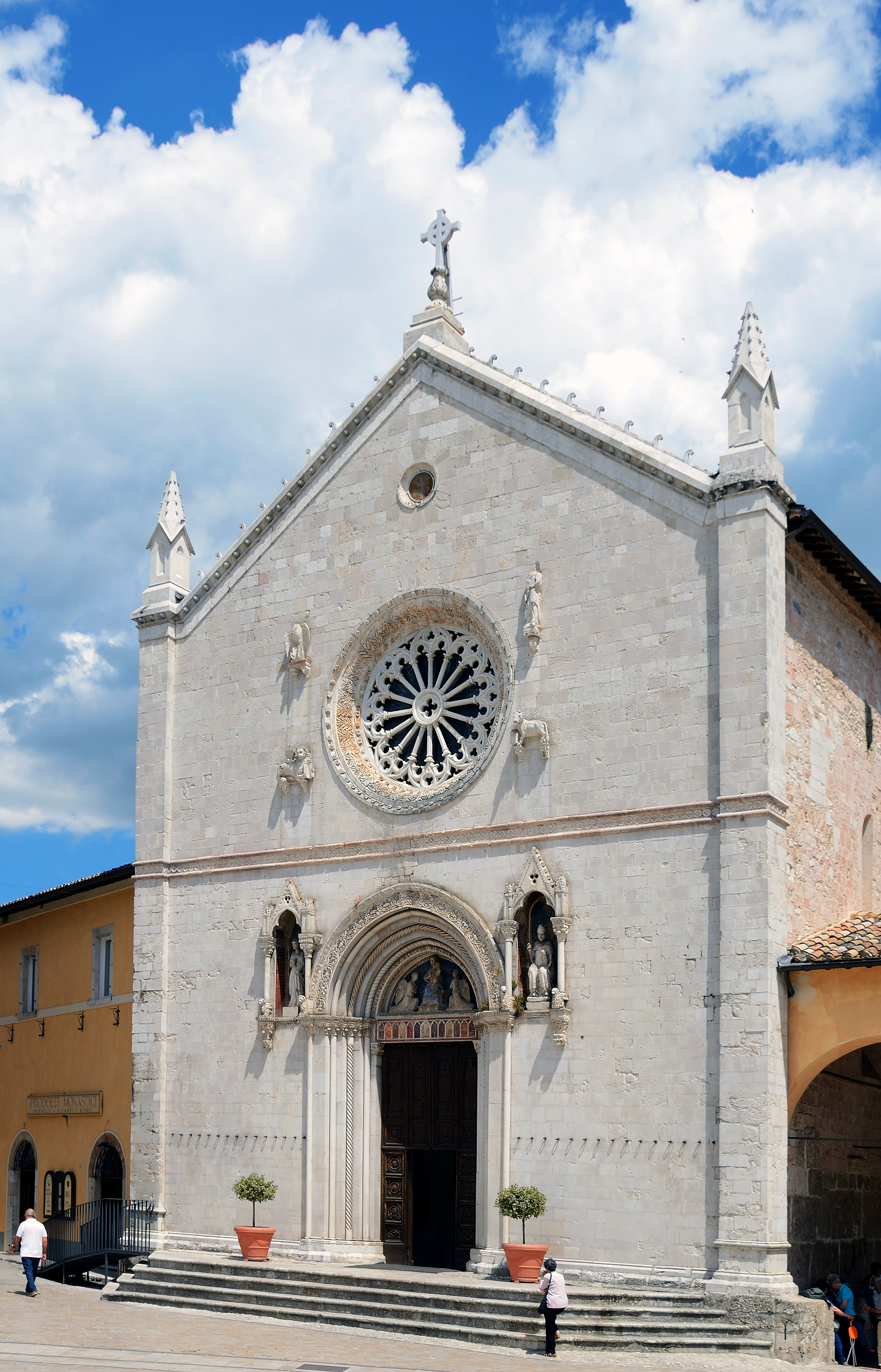
Facciata
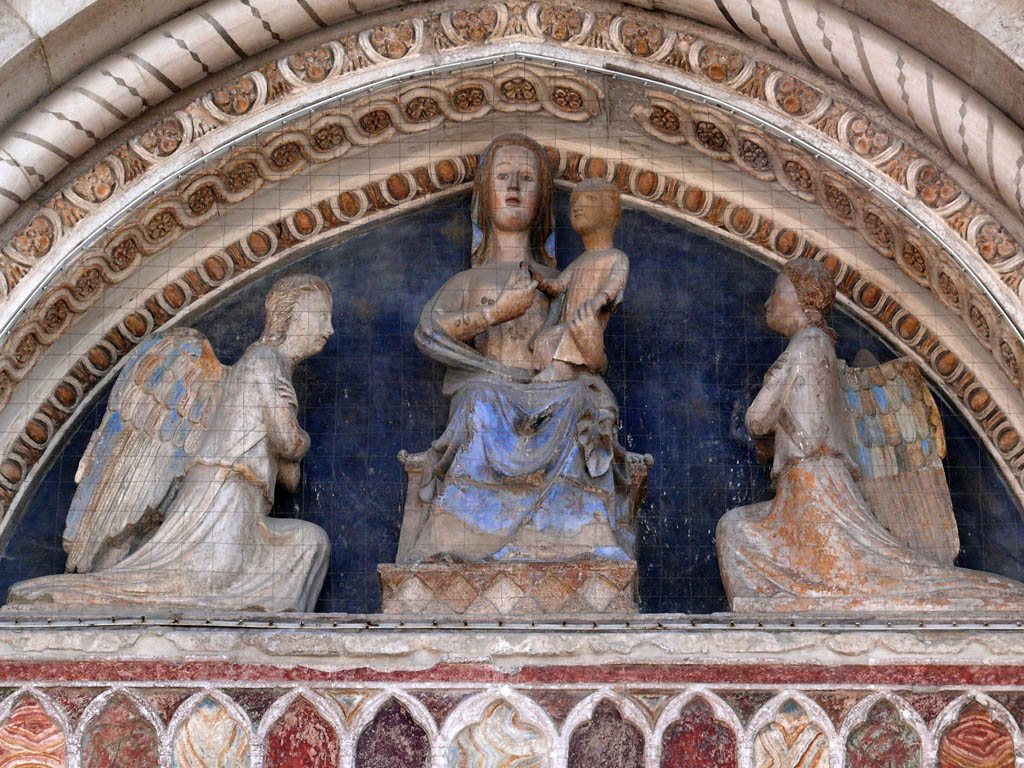
Lunetta del portale della facciata
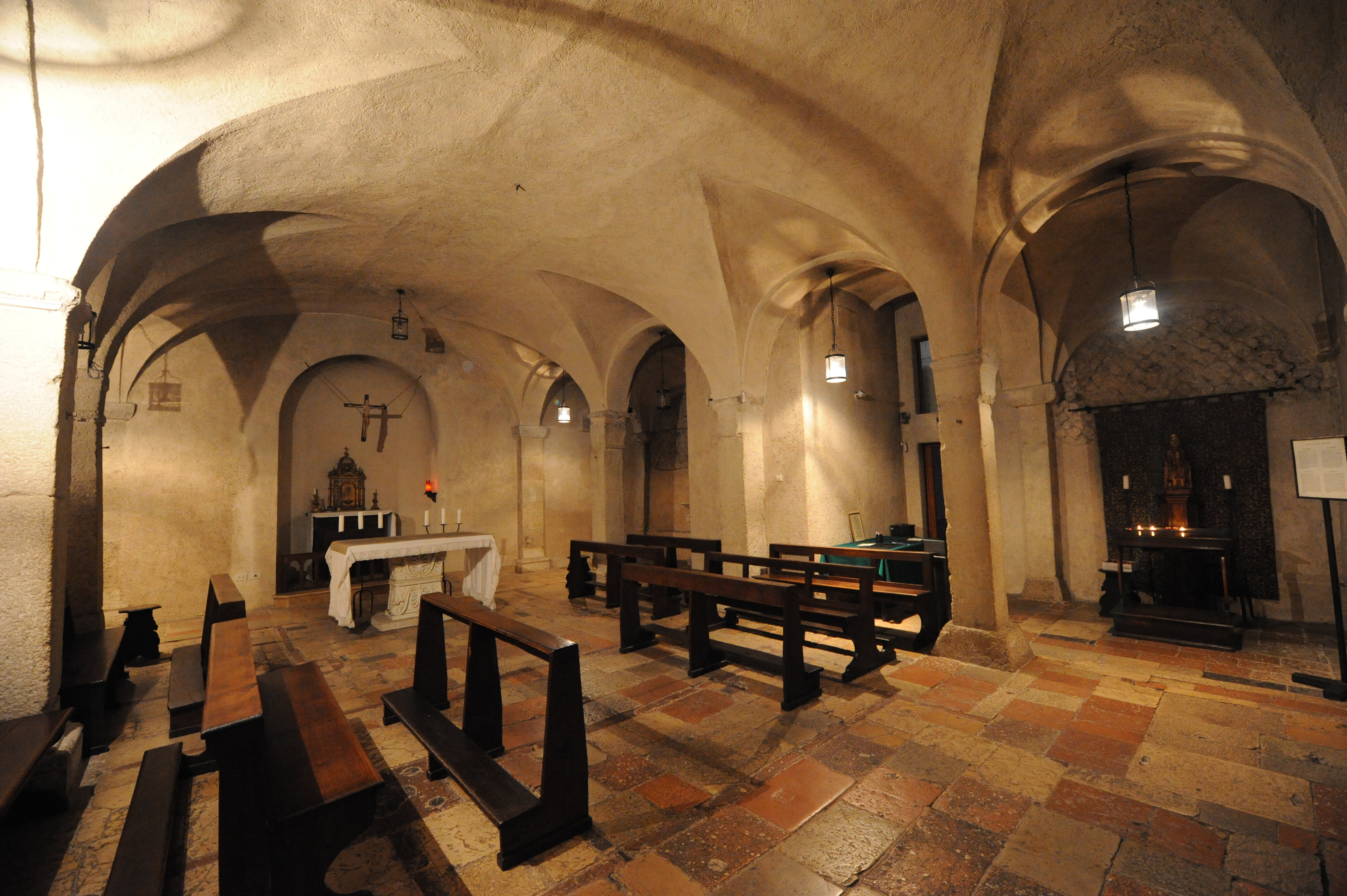
Cripta
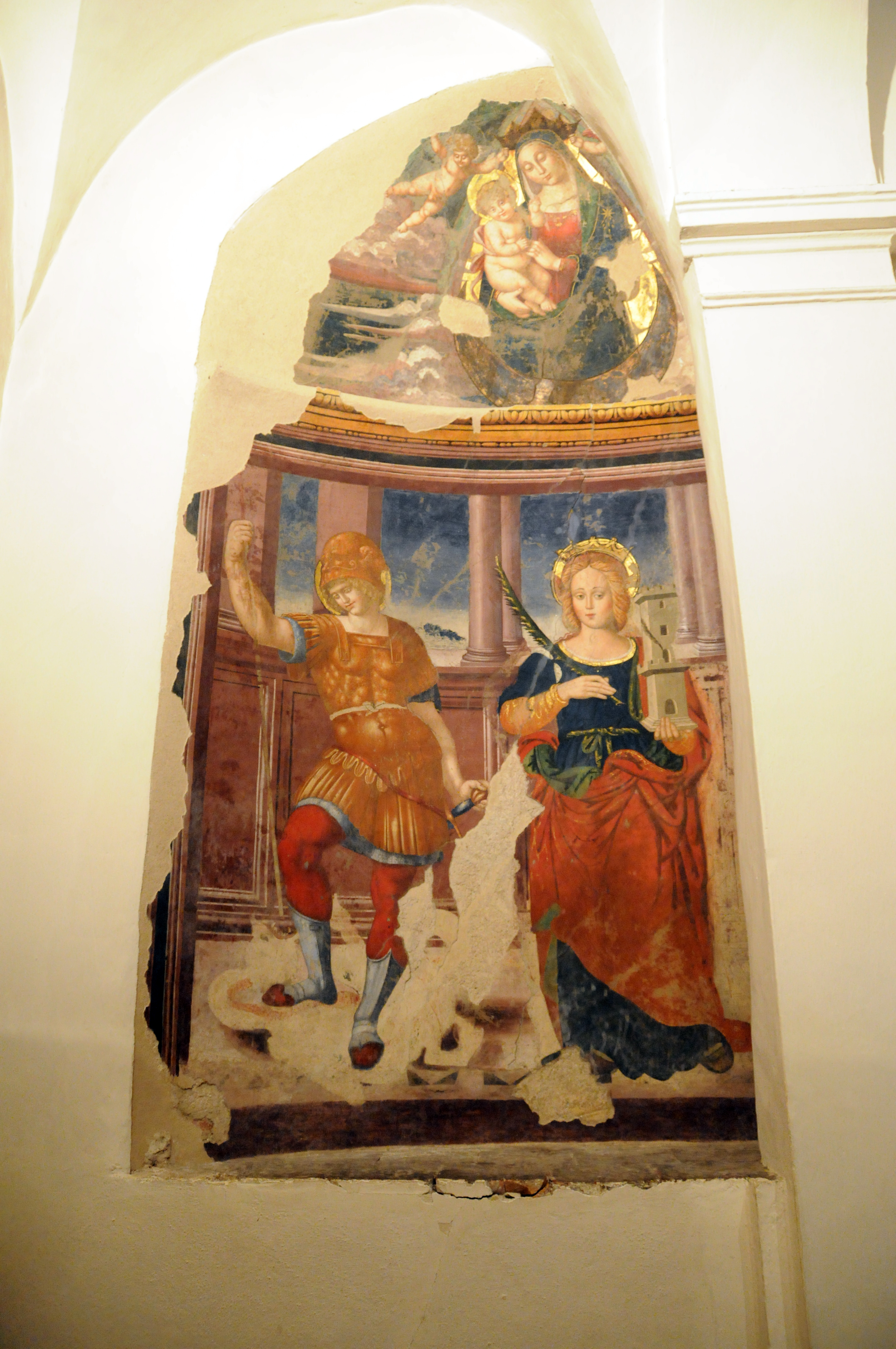
Affresco con i Santi Giorgio e Barbara, nella basilica